# Titularbistum Oëa
Oëa (ital.: Oea) ist ein Titularbistum der römisch-katholischen Kirche. 
Es geht zurück auf einen untergegangenen Bischofssitz in der Stadt Tripolis, die in der römischen Provinz Tripolitana lag.
| Titularbischöfe von Oëa |                                 |                                                                     |                   |                    |
| Nr.                     | Name                            | Amt                                                                 | von               | bis                |
| 1                       | Bernardo Maria Beamonte OCD     |                                                                     | 1. August 1728    | 11. Mai 1733       |
| 2                       | François de Ottaiano OFM        |                                                                     | 3. Oktober 1735   |                    |
| 3                       | Luigi Giuseppe Lasagna SDB      |                                                                     | 19. Januar 1893   | 6. November 1895   |
| 4                       | Jean-Baptiste Grosgeorge MEP    |                                                                     | 28. Januar 1896   | 1. März 1902       |
| 5                       | Francesco Bacchini              |                                                                     | 11. Dezember 1905 | 13. Januar 1908    |
| 6                       | Vittore-Maria Corvaia OSB       | emeritierter Abt von Montevergine (Italien)                         | 31. Juli 1908     | 22. Juli 1913      |
| 7                       | Salvatore Ballo Guercio         | Prälat von Santa Lucia del Mela (Italien)                           | 8. März 1920      | 18. September 1933 |
| 8                       | Camille Verfaillie SCI          | Apostolischer Vikar von Stanleyville (Demokratische Republik Kongo) | 1. Februar 1934   | 22. Januar 1980    |
| 9                       | Michel Louis Coloni             | Weihbischof in Paris (Frankreich)                                   | 11. Mai 1982      | 30. Januar 1989    |
| 10                      | Michel Marie Jacques Dubost CIM | Ordinarius des Französischen Militärordinats (Frankreich)           | 9. August 1989    | 7. März 1998       |
| 11                      | David Kamau Ng’ang’a            | Weihbischof in Nairobi (Kenia)                                      | 22. Dezember 1999 |                    |